# Неспуша-Весь
Неспуша-Весь (пол. Niespusza-Wieś) — село в Польщі, у гміні Хонсно Ловицького повіту Лодзинського воєводства.
Населення — 149 осіб (2011).
У 1975-1998 роках село належало до Скерневицького воєводства.

## Демографія
Демографічна структура станом на 31 березня 2011 року:
|          | Загалом | Допрацездатний вік | Працездатний вік | Постпрацездатний вік |
| -------- | ------- | ------------------ | ---------------- | -------------------- |
| Чоловіки | 77      | 20                 | 45               | 12                   |
| Жінки    | 72      | 15                 | 32               | 25                   |
| Разом    | 149     | 35                 | 77               | 37                   |